# 香宗我部親秀
香宗我部親秀（？—？）是日本戰國時代武將。土佐國國人眾。父親是香宗我部通長。

## 生平
生年不詳，家中長男。父親通長是土佐國香美郡東南部的國人。繼承家督後，在大永6年（1526年）進攻土佐安藝郡領主安藝氏，遭到大敗，並失去嫡男秀義。因此以弟弟秀通為養子，自號遷仙並隱居。
不過對長宗我部國親擴大勢力感到恐懼（一說指是希望與國親連結，復興已經衰亡的本家），於是打算迎國親的三男親泰為養子，因此與秀通對立（因為秀通生有實子，無必要以其他人的兒子為養子，而且因為懼怕國親的威勢而迎入養子是武門的恥辱，於是反對）。秀通對與國親結親一事強硬反對，終於在弘治2年（1556年）暗殺秀通，並迎國親的三男親泰為養子，並令其成為繼承人。以後輔助親泰，一說是隱居（雖然暗殺秀通，不過養育秀通的遺兒）。